# 河回村
座標: 北緯36度32分17秒 東経128度31分14秒 / 北緯36.53806度 東経128.52056度
河回村（ハフェマウル、朝鮮語: 하회마을）は、大韓民国慶尚北道安東市にある集落。農村における両班の伝統的な生活様式を保存している「民俗村」であり、韓国の著名な観光地の一つである。「マウル」は朝鮮語の固有語で「村」を意味する言葉。
村全体が韓国の重要民俗文化財第122号に指定されているのをはじめ、多くの有形・無形文化財を擁する。河回村は2010年7月31日、慶州市の良洞村とともにユネスコの世界遺産に登録されている。

## 概要
行政的な地名は安東市豊川面河回里。「河回」の名が示すとおり、花川（洛東江上流部）が大きく屈回する地点にあり、三面が川に囲まれている。村の南には南山、村の北には芙蓉台と呼ばれる絶壁があり、とくに川の対岸の芙蓉台の上からの村の眺望はよく知られている。
この村は、16世紀に豊山柳氏の一族によってつくられ、その後同族集落として存続してきた。現在も、約180戸ある村の住人の7割は豊山柳氏である。豊山柳氏からは朝鮮王朝中期の儒学者・政治家である柳雲龍・柳成龍兄弟を輩出している。豊山柳氏宗家（柳雲龍の末裔）の屋敷である養真堂や、柳成龍の住居であった忠孝堂など、両班の暮らしを窺うことのできる瓦葺きの古い建築や、藁葺きの家々が数多く保存されている。また、仮面劇である河回別神クッも伝えられており、使用人の目から両班を諷刺する内容となっている。河回別神クッは大韓民国指定重要無形文化財第69号となっており、使われる仮面は大韓民国指定国宝第121号となっている。 
1984年に村全体が重要民俗資料（現・重要民俗文化財）第122号に指定された。訪韓した国賓級の人物も足跡を残しており、1999年にはイギリスのエリザベス2世女王が、2005年にはアメリカのブッシュ（父）元大統領が河回村を訪問している。

## 登録基準
この世界遺産は世界遺産登録基準のうち、以下の条件を満たし、登録された（以下の基準は世界遺産センター公表の登録基準からの翻訳、引用である）。
- (3) 現存するまたは消滅した文化的伝統または文明の、唯一のまたは少なくとも稀な証拠。
- (4) 人類の歴史上重要な時代を例証する建築様式、建築物群、技術の集積または景観の優れた例。

## ギャラリー

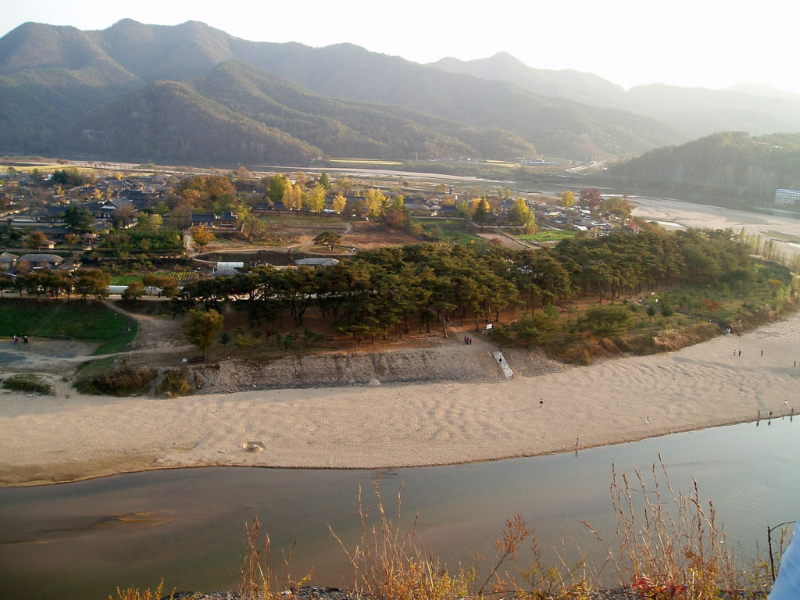
村の眺め
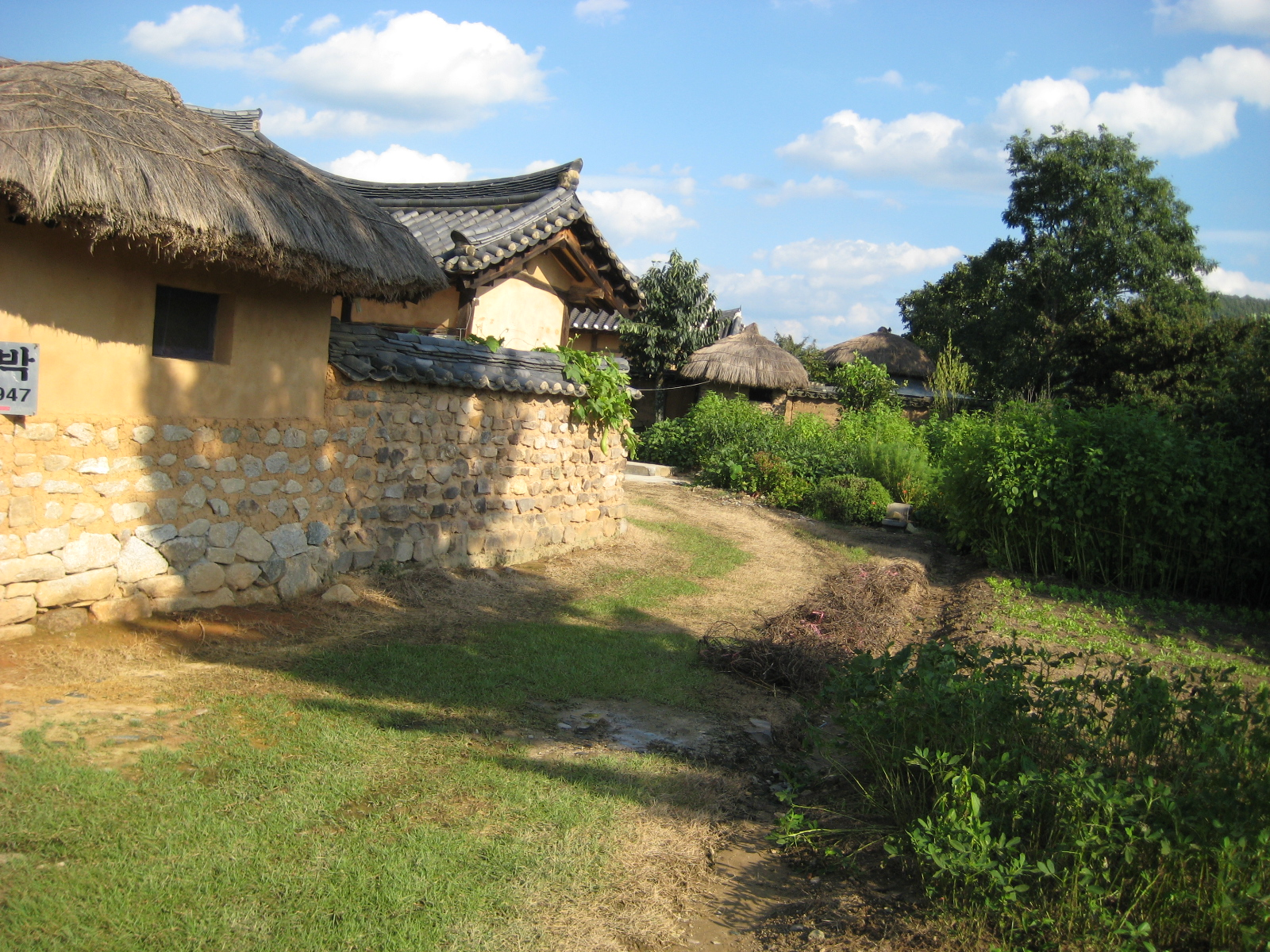
伝統家屋
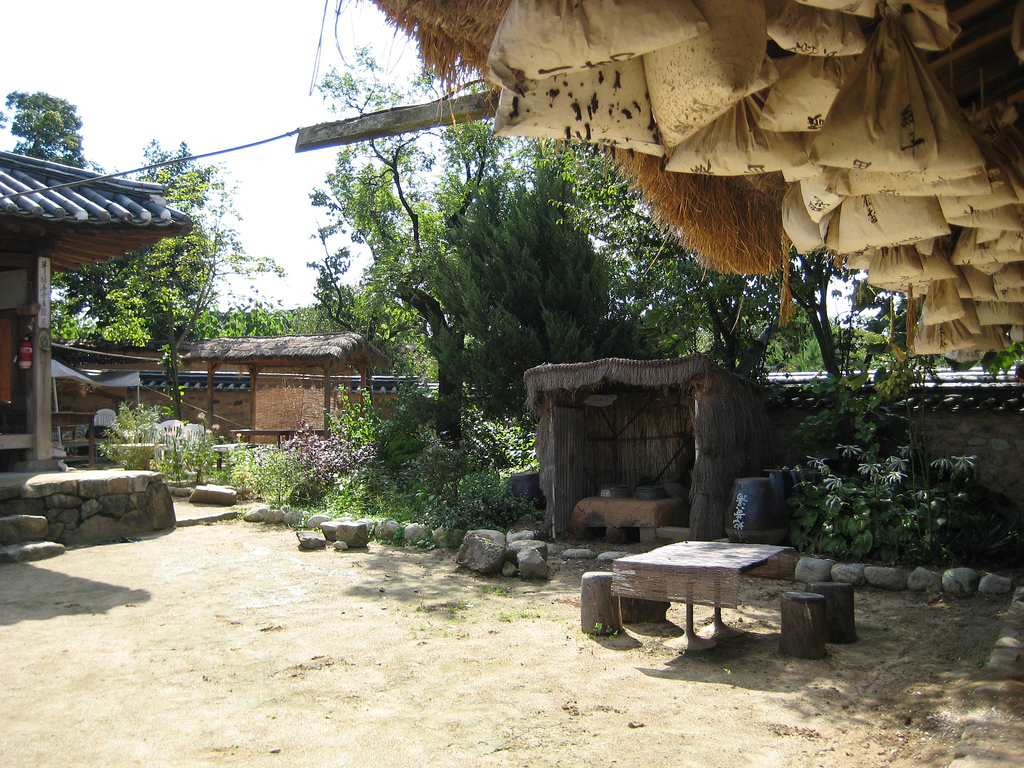
伝統家屋
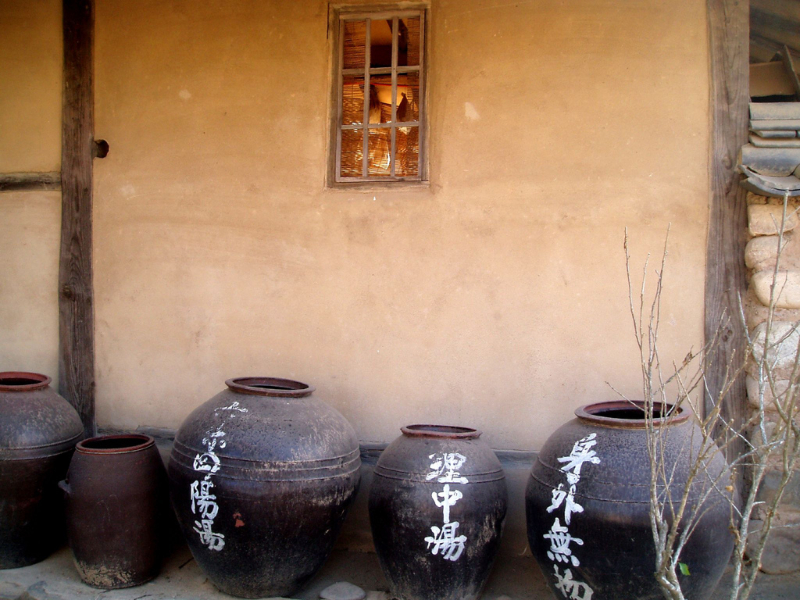
甕
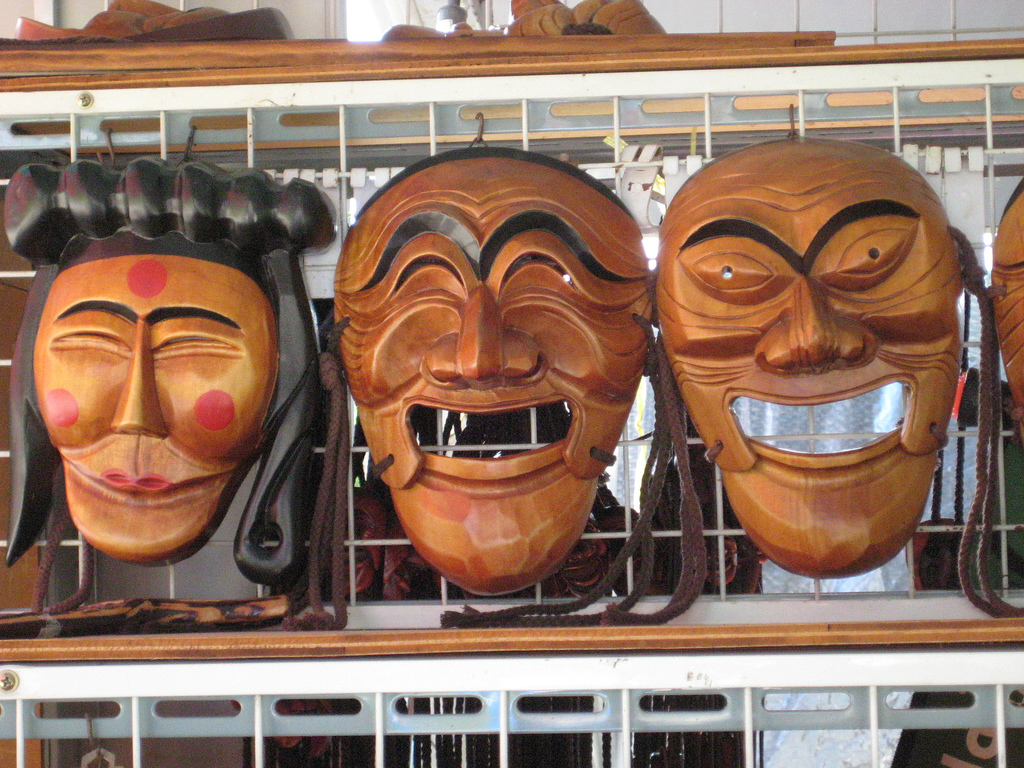
仮面